# Clemens Fritz
Clemens Fritz (* 7. prosince 1980, Erfurt, Německo) je bývalý německý fotbalista, který více než 10 let oblékal dres Werderu Bremen. Hrál i za německou reprezentaci.